# Белькинд, Лев Давидович
Лев Давидович Белькинд (27 августа 1896, Миргород — 16 ноября 1969, Москва) — советский учёный-физик, инженер и историк, один из основоположников советской светотехники. Популяризатор науки и техники, автор многочисленных публикаций о истории науки и техники. Профессор, доктор технических наук. Заслуженный деятель науки и техники РСФСР. Полиглот, свободно изъяснявшийся на русском, английском, французском, немецком и других языках.

## Биография[2]
В 1913—1919 годах обучался в Харьковском технологическом институте.
В 1923—1927 годах работал в главном электротехническом управлении ВСНХ СССР и тресте «Объединенные государственные электротехнические предприятия» Центрального района. В 1930—1932 годах работал техническим директором завода «Электросвет» им. П. Н. Яблочкова.
В 1932 году основал и до 1948 года руководил кафедрой светотехники в физико-энергетическом факультете МЭИ. В 1937 году был избран деканом этого факультета. Работал в институте до 1967 года. В период с 1936 по 1950 год читал лекции по курсам «История развития светотехники», «Теоретические основы светотехники», «История техники», «Развитие электропромышленности в СССР», «Ремесло, промысел и техника в допетровской Руси», «Энергетика СССР».
В 1938 году работал в лаборатории Московского электролампового завода.
В 1950-х годах возглавлял кафедру истории техники МЭИ.
В с момента основания в 1953 году и до 1969 года сотрудничал с Институтом истории естествознания и техники АН СССР.
Помимо ряда монографий, учебников и биографических изданий, Белькинд — автор статей в журналах «Светотехника», «Электричество» и др.
В октябре 2016 года в читальном зале Научно-технической библиотеки МЭИ состоялась выставка, посвященная 120-летию со дня рождения учёного.

### Общественная деятельность
- Принимал участие в составлении статей по светотехнической тематике в «Технической энциклопедии» под редакцией Л. К. Мартенса.
- В 1927 и 1928 годах, соответственно, принял участие в работе IX Всесоюзного электротехнического съезда и I Международного конгресса по осветительной технике. Участвовал во всесоюзных светотехнических конференциях 1927, 1929 и 1964 годов.
- Принимал участие в работе Всесоюзной ассоциации лабораторной и осветительной техники (1926—1933), комиссии АН СССР по реконструкции Москвы (1926—1935), Всесоюзной ассоциации инженеров (1927) и Общества русских электротехников (1927—1929).
- В 1932 году основал и до 1938 года был главным редактором журнала «Светотехника».
- Принимал участие в работе Всесоюзного комитета по участию СССР в международных энергетических объединениях (1928—1941), Всесоюзного научного инженерно-технического общества светотехников (1931) и Всесоюзного научного инженерно-технического общества (1938).
- В 1945—1953 года являлся членом комиссии по истории техники Отделения технических наук АН СССР.
- В 1946—1947 годах являлся членом Всесоюзной научно-технической сессии по светотехнике.
- По состоянию на 1957 года состоял председателем комиссии по светотехнике при Отделении технических наук АН СССР[6].
- В 1958 году являлся членом комиссии по истории техники в Политехническом музее.
- В 1960, 1963 и 1967—1968 годах участвовал в Советском национальном комитете Международной комиссии по освещению.
- В 1961—1969 годах являлся членом Светотехнической комиссии Отделения технических наук АН СССР.
- С 1962 года — член Учёного совета Политехнического музея.
- В 1968 году принял участие в работе XII Международного конгресса историков науки.

## Награды
- Заслуженный деятель науки и техники РСФСР
- Орден Трудового Красного Знамени
- Орден Знак Почёта (13.12.1940) — «в ознаменование 35-летия Московского энергетического института им. В. М. Молотова, за выдающиеся заслуги в деле выращивания и воспитания энергетических кадров для народного хозяйства»

## Основные работы

### Биографии ученых, история науки и техники
- Сборник к столетию со дня смерти первого русского электротехника академика Василия Владимировича Петрова (1761—1834). Под ред. Л. Д. Белькинда и А. М. Николаева. — М.; Л.: ОНТИ; Глав. ред. энергетич. лит., 1936. — 248 с.
- П. Н. Яблочков. Сб. статей. К 50-летию со дня смерти (1894—1944). Под ред. Л. Д. Белькинда. — М.; Л.: Госэнергоиздат, 1944. — 84 с.
- Белькинд Л. Д. Павел Николаевич Яблочков. 1847—1894. Очерк жизни и деятельности. — М.; Л.: Госэнергоиздат, 1948. — 60 с.
- Белькинд Л. Д. Александр Николаевич Лодыгин. 1847—1923. Очерк жизни и деятельности. — М.; Л.: Госэнергоиздат, 1948. — 64 с.
- Белькинд Л. Д. Александр Ильич Шпаковский. 1823—1881. Техник-изобретатель. — М.; Л.: Госэнергоиздат, 1949. — 110 с.
- Белькинд Л. Д. Павел Николаевич Яблочков. 1847—1894. Жизнь и труды. — М.; Л.: Госэнергоиздат, 1950. — 380 с.
- Белькинд Л. Д. Русские электротехники. Рекомендательный указатель литературы. — М.: [Б. и.], 1951. — 133 с.
- Павел Николаевич Яблочков. Труды. Документы. Материалы. Сост. Л. Д. Белькинд. Отв. ред. М. А. Шателен. — М.: Изд-во АН СССР, 1954. — 464 с.
- 50 лет Московского ордена Ленина энергетического института имени В. М. Молотова. Ред. коллегия: Л. Д. Белькинд, М. Г. Чиликин и др. — М.: Госэнергоиздат, 1955. — 303 с.
- Белькинд Л. Д.  Карл Адольфович Круг. 1873—1952. — М.; Л.: Госэнергоиздат, 1956. — 48 с.
- В. В. Петров, Т. Гроттгус, Ф. Ф. Рейс и др. Избранные труды по электричеству. Под ред. Л. Д. Белькинда. — М.: ГИТТЛ, 1956. — 299 с.
- Белькинд Л. Д. Томас Альва Эдисон. — М.: «Знание», 1957. — 32 с.
- История энергетической техники СССР. В 3-х тт. Ред. комис.: Л. Д. Белькинд и др. — М.; Л.: Госэнергоиздат, 1957:

- Т. 1. Теплотехника. Ред.-сост. И. А. Конфедератов. — 480 с.
- Т. 2. Электротехника. Ред.-сост. П. Г. Грудинский и др. — 728 с.

- Белькинд Л. Д., Грудинский П. Г., Москвитин А. И. Клавдий Ипполитович Шенфер. 1885—1946. — М.; Л.: Госэнергоиздат, 1957. — 76 с.
- Белькинд Л. Д., Мокеев А. Н., Тверитинов А. Е. Евгений Павлович Тверитинов. Электротехник. 1850—1920. Очерк жизни и деятельности. — М.; Л.: Госэнергоиздат, 1962. — 119 с.
- Белькинд Л. Д. Павел Николаевич Яблочков. 1847—1894. — М.: Изд-во АН СССР, 1962. — 270 с.
- Белькинд Л. Д. Томас Альва Эдисон. 1847—1931. — М.: «Наука», 1964. — 327 с. (На болгарском языке издано издательством «Техника» в 1967 году.)
- Белькинд Л. Д. Чарлз Протеус Штейнмец. 1865—1923. — М.: «Наука», 1965. — 223 с.
- Белькинд Л. Д.  Владимир Николаевич Чиколев (1845—1898); Михаил Осипович Доливо-Добровольский (1862—1919); Павел Николаевич Яблочков (1847—1894); Шпаковский Александр Ильич (1823—1881) // Люди русской науки. Очерки о выдающихся деятелях естествознания и техники. Под ред. И. В. Кузнецова. Т. 4. Техника. — М.: «Наука», 1965. — 783 с. — С. 330—339, 460—468, 355—364, 157—169.
- Белькинд Л. Д. Андре-Мари Ампер. 1775—1836. — М.: «Наука», 1968. — 278 с. (На болгарском языке издано издательством «Техника» в 1974 году.)

### Учебные пособия, монографии
- Белькинд Л. Д. Русская щетина. Заготовка, переработка для экспорта, торговая классификация и стандартизация. — М.: Р. и. о. НКВТ, 1923. — 32 с.
- Белькинд Л. Д. Русская электрическая лампа накаливания. Очерк возникновения, развития и успехов электроламповой промышленности. Общие сведения об устройстве ламп накаливания и их свойства. — М.: Центр. упр. пром. пропаганды и печати ВСНХ СССР, 1926. — 45 с.
- Белькинд Л. Д. Электрические осветительные приборы ближнего действия (Электрические светильники). — М.: Энергоиздат, 1934. — 418 с.
- Белькинд Л. Д. Электроосветительные приборы ближнего действия (Электрические светильники). — М.: Госэнергоиздат, 1945. — 263 с.
- Белькинд Л. Д. Энергетическое образование. Для обсуждения // Очерки по истории энергетической техники СССР. Вып. 2. Ред. комис.: Л. Д. Белькинд, В. А. Голубцова и др. — М.; Л.: Гостэнергоиздат, 1954. — 24 с.
- Белькинд Л. Д., Конфедератов И. Я., Шнейберг Я. А. История техники. — М.; Л.: Госэнергоиздат, 1954. — 523 с.
- Белькинд Л. Д., Иванов А. П. Светотехника // Очерки по истории энергетической техники СССР. Вып. 31. Ред. комис.: Л. Д. Белькинд, В. А. Голубцова и др. — М.; Л.: Гостэнергоиздат, 1955. — 32 с.
- Белькинд Л. Д., Конфедератов И. Я., Шнейберг Я. А. История техники. — М.; Л.: Госэнергоиздат, 1956. — 491 с.
- Белькинд Л. Д., Веселовский О. Н., Конфедератов И. Я., Шнейберг Я. А. История энергетической техники. 2-е изд., перераб. — М.: Госэнергоиздат, 1960. — 664 с. (Переиздание: М.: [Б. и.], 2020. — 827 с.)

### Редакторская работа
- Начатки светотехники. Пер. с англ. Н. А. Корсова. Под ред. Л. Д. Белькинда. — М.; Л.: Глав. ред. энергетич. лит., 1935. — 64 с.
- Справочник по осветительной технике. Под ред. Л. Д. Белькинда. — М.; Л.: ОНТИ; Глав. ред. энергетич. лит., 1935. — 648 с.
- Словарь светотехнических терминов на русском, немецком, английском и французском языках. Под ред. Л. Д. Белькинда. — М.: ГОНТИ, Гл. ред. энцикл. и словарей, 1939. — 548 с.
- Англо-русский химико-технологический словарь. Гл. ред. Л. Д. Белькинд. — М.: Гостехиздат, 1944. — 504 с.
- Англо-русский политехнический словарь. Под ред. Л. Д. Белькинда. — М.: Гостехиздат, 1946. — 500 с.
- Немецко-русский политехнический словарь. Под общ. ред. Л. Д. Белькинда. — М.: Гостехиздат, 1948. — 370 с.
- Французско-русский политехнический словарь. Под ред. Л. Д. Белькинда. — М.: Гостехиздат, 1948. — 654 с.
- Чиколев В. Н. Избранные труды по электротехнике, светотехнике и прожекторной технике: с биографическим очерком и комментариями. Сост. В. В. Новиков. Под ред. Л. Д. Белькинда. — Л.; М.: Госэнергоиздат, 1949. — 387 с.
- Международный электротехнический словарь. Пер. с англ. 2-е изд. Группа 10. Машины и трансформаторы. Ред. Л. Д. Белькинда. — М.: Физматгиз, 1958. — 214 с.
- Международный электротехнический словарь. Пер. с англ. 2-е изд. Группа 07. Электроника. Ред. Л. Д. Белькинда и Г. А. Тягунова. — М.: Физматгиз, 1959. — 336 с.
- Англо-русский словарь по деталям машин. Под ред. Л. Д. Белькинда. — М.: Физматгиз, 1959. — 309 с.
- Международный светотехнический словарь. Сост. Л. Д. Белькинд. — М.: Физматгиз, 1963. — 428 с.